# Negresă cu bujori
Negresă cu bujori este un tablou al pictorului francez Frédéric Bazille produs la sfârșitul primăverii anului 1870, cu câteva luni înainte de izbucnirea războiului franco-prusac, în care avea să moară. Se află în Musée Fabre din Montpellier încă din 1918.
Bazille a creat o altă imagine, similară, cu același model, în prezent în colecția National Gallery of Art:

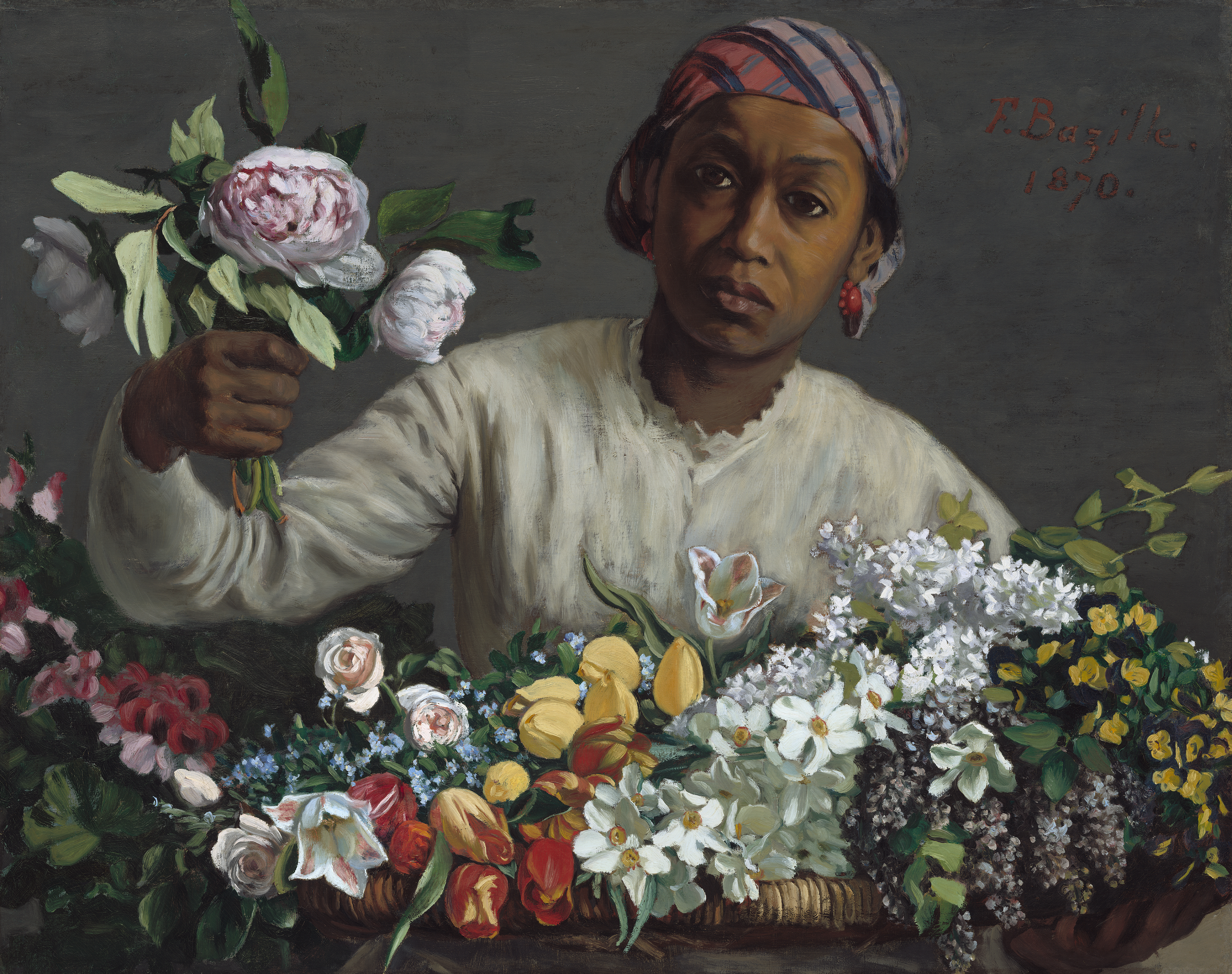
Tânără cu bujori, 1870

Bujorii sunt folosiți în ambele tablouri. Aceasta a fost una dintre florile pe care prietenul său Édouard Manet era deosebit de mândru de faptul că a crescut în grădina sa și același model cu bujori apare în fundalul Olimpyiei lui Manet, care este considerată una dintre cele mai cunoscute lucrări ale sale. Bazille pare să fi vrut să aducă acel prim model în prim plan, iar ambele tablouri îi arată clar că femeia are responsabilitatea florilor, mai degrabă decât ca destinatarul florilor însăși.